# Sex
 For alternative betydninger, se Sex (film). Der er for få eller ingen kildehenvisninger i denne artikel, hvilket er et problem. Du kan hjælpe ved at angive troværdige kilder til de påstande, som fremføres i artiklen.

Sex er et begreb, der omfatter en bred vifte af aktiviteter, såsom strategier for at finde eller tiltrække partnere (parringsadfærd), handlinger mellem individer, fysisk eller følelsesmæssig intimitet og seksuel kontakt uafhængig af køn.
I nogle kulturer er seksuel kontakt kun acceptabelt indenfor ægteskab eller kun i mellem en mand og en kvinde; anden seksuel aktivitet finder dog stadig sted i sådanne kulturer. Ubeskyttet sex er en risiko for uønsket graviditet eller seksuelt overførte sygdomme. I nogle områder er seksuelt overgreb på individer forbudt ved lov, og betragtes som mod samfundets normer.

## Aspekter af sex

### Seksuel nydelse
Seksuel nydelse er nydelse, opnået ved enhver form for seksuel aktivitet, oftest onani og samleje. Selvom orgasme (seksuelt klimaks) er generelt kendt, omfatter seksuel nydelse også erotisk nydelse under forspil og nydelse grundet fetichisme eller BDSM.

### Kulturelle aspekter
Som med andre adfærdsmønstre har menneskets intelligens og komplekse fællesskaber produceret nogle af de mest komplicerede seksuelle adfærdsmønstre af alle dyr. De fleste mennesker eksperimenterer med en række seksuelle aktiviteter i løbet af deres liv, selvom det oftest kun er et fåtal af disse de praktiserer regelmæssigt. De fleste mennesker nyder nogle seksuelle aktiviteter. De fleste samfund har dog defineret nogle seksuelle aktiviteter som upassende (forkert person, forkert aktivitet, forkert sted osv.). Nogle mennesker nyder mange forskellige seksuelle aktiviteter, mens andre undgår alle former for seksuelle aktiviteter af religiøse eller andre årsager (cølibat, seksuel afholdenhed osv.). Nogle samfund og religioner ser kun sex som acceptabelt indenfor ægteskabet.

### Sociale normer og regler
Menneskets seksuelle adfærd er, ligesom mange andre slags aktiviteter, som mennesker foretager sig, generelt styret af sociale regler, som er kulturelt specifikke, og varierer voldsomt. Disse sociale regler henvises til som seksuel moral (hvad der kan og ikke kan gøres ved samfundets regler) og seksuelle normer (hvad der kan og ikke kan forventes).
Seksualetik, moral og normer relaterer til spørgsmål om bedrag/ærlighed, lovlighed, tillid, troskab og samtykke. Nogle aktiviteter, kendt som sexforbrydelser i nogle områder, er ulovlige i nogle retskredse.
Nogle mennesker indgår i diverse seksuelle aktiviteter som en forretningstransaktion. Når dette involverer at have sex med, eller udføre bestemte seksuelle akter for en anden person i bytte for penge eller noget af værdi, kaldes det prostitution. Andre aspekter af sexindustrien kan for eksempel være telefonsex-operatører, stripklubber, pornografi og lignende.
Næsten alle udviklede samfund betragter det som en alvorlig forbrydelse af tvinge nogen ind i seksuel adfærd eller til seksuelle handlinger uden personens samtykke. Dette kaldes seksuelt overgreb, og hvis der sker seksuel penetrering, kaldes det voldtægt, hvilket er den mest alvorlige form for seksuelt overgreb. Detaljerne vedrørende denne skelnen kan variere fra det ene retssamfund til det andet, ligesom det varierer fra kultur til kultur, hvad der helt præcist vil sige, at give sit samtykke til sex.

### Hyppighed af seksuel aktivitet
Hyppigheden af samleje kan rangere fra nul (seksuel afholdenhed) til 15 eller 20 gange om ugen. Der er generel enighed om at postmenopausale kvinder oplever en nedgang i hyppigheden af seksuel aktivitet og at den gennemsnitlige hyppighed af samleje nedsættes med alderen. Det indebærer ikke nødvendigvis, at den seksuelle interesse, endsige at den seksuelle aktivitet, mellem partnerne skulle dale.

## Sikkerhed og underliggende problematikker
Der er fire centrale risikoområder ved seksuel aktivitet:
- At vælge at stole på en partner som fysisk er i en risikozone
- Kønssygdomme
- Uønsket graviditet
- At søge eller dyrke en seksuel aktivitet, som er ulovlig eller kulturelt upassende

Disse risici hæves ved enhver tilstand (midlertidig eller permanent), som svækker en persons dømmekraft, såsom påvirkning af alkohol eller stoffer, eller følelsesmæssige tilstande såsom ensomhed, depressivt eller euforisk humør. Omhyggeligt gennemtænkte aktiviteter kan reducere samtlige problemer.
Seksuel adfærd, som involverer kontakt med et andet menneskes kropsvæsker, medfører en risiko for overførelsen af kønssygdomme. Sikker sex er en måde at undgå dette på. Disse teknikker ses ofte som mindre nødvendige i forhold, hvor begge personer kender hinanden, og ved at ingen af dem har kønssygdomme.
På grund af sundhedsrelaterede bekymringer om HIV/AIDS, klamydia, syfilis, gonorré, HPV og andre seksuelt overførte sygdomme, ønsker nogle mennesker at potentielle sexpartnere skal testes for kønssygdomme først.
Seksuel adfærd som involverer kontakt mellem sæd og en kvindes skede eller vulva kan resultere i graviditet. For at undgå graviditet gøres der udbredt brug af forskellige former for prævention. De mest populære præventionsmetoder omfatter brug af kondom, p-piller, spermicider, hormonel prævention og sterilisering.

## Jura og sex

### Sodomi og homoseksualitetslove
Forskellige former for homoseksuel aktivitet har været forbudt ved lov i mange områder op gennem historien.
Oftest, selvom ikke altid, kaldes sådanne love sodomilove, men omfatter også stillingtagen til seksuel lavalder, love om "anstændighed" og andet. Love som forbyder homoseksuel sex har varieret bredt op gennem historien efter kultur, religiøse eller sociale tabuer og skikke, osv. Ofte er sådanne love også målrettet og håndhævet forskelligt alt efter køn. For eksempel var love om sodomi i Victoriatidens Storbritannien udelukkende rettet mod homoseksuelle mænd, og blev ikke håndhævet eller overhovedet henvendt til homoseksuelle kvinder.

## Eksterne links
- Wikimedia Commons har flere filer relateret til Sex
- Danmarks Største Sex-debat Arkiveret 6. marts 2020 hos  Wayback Machine
- PSYKE & SEX
- Infoguide: Seksualoplysning Arkiveret 25. september 2003 hos  Wayback Machine  (Webside ikke længere tilgængelig)

## Fodnoter
1. ↑  Sex and Relationships – Sex – 4Health from Channel 4
2. ↑  "Improve your orgasm: you may have thought your sexual pleasure was the one thing that couldn't get any better. Think again – Sexual Fitness – physiology | Men's Fitness | Find Articles at BNET.com". Arkiveret fra originalen 26. maj 2012. Hentet 26. maj 2012.
3. ↑  Sexual health: An interview with a Mayo Clinic specialist
4. ↑  "ACOG 2003 Poster, Sociosexual Behavior in Healthy Women". Hentet 2009-01-06.

| Sex | Spire Denne artikel om sex eller sexologi er en spire som bør udbygges. Du er velkommen til at hjælpe Wikipedia ved at udvide den. |